# Sara Algotsson Ostholt
Sara Algotsson Ostholt (Rockneby, 8 dicembre 1974) è una cavallerizza svedese.

## Palmarès
- Giochi olimpici

Londra 2012: argento nel concorso completo individuale.
- Europei

Malmo 2013: argento nel concorso completo a squadre.